# میکائیل نالباندیان
میکائیل "میکو" نالباندیان (به ارمنی: Միքայել "Միքո" Նալբանդյան) (زاده ۱۴ نوامبر [سبک قدیمی: ۲ نوامبر] ۱۸۲۹ – درگذشته ۱۲ آوریل [سبک قدیمی: ۳۱ مارس] ۱۸۶۶) شاعر، نویسنده، اندیشمند سیاسی و مبارز پرشور استقلال ارمنستان بود. وی یکی از تابناک‌ترین چهره‌های ادبی-اجتماعی دوران روشنگری و جنبش آزادیخواهانه ملی تاریخ ارمنستان در سده ۱۹ میلادی است. این هنرمند مبارز از سال ۱۸۶۲ میلادی. به بعد از زندگی اش را در زندان‌ها و تبعیدگاه‌های تزاری سپری کرد.
ترانه سرود ملی ارمنستان "میهن ما" (Mer Hayrenik) بر اساس یکی از اشعار وی با عنوان "Song of Italian Girl" آفریده شده‌است.

## زندگی
وی در شهر «نخجوان نو» (محدوده روستوف-نا-دونو کنونی) در یک خانواده صنعتگر به دنیا آمد. بین سال‌های ۱۸۵۴–۱۸۵۸ در رشته پزشکی در دانشگاه دولتی مسکو تحصیل نمود. نالباندیان یکی از نخستین نویسندگانی ارمنی بود که تحت تأثیر تبلیغات مجلات «زنگ» Kolokol و «معاصر» Sovremennik در سمت‌های دموکراسی انقلابی قرار گرفت. سفرهای گسترده‌ای در سراسر اروپا از جمله ورشو، برلین، پاریس و کنستانتینوپل و همچنین هند انجام داد. در شهر کنستانتینوپل، نالباندیان جامعه انقلابی مخفی تحت عنوان «حزب جوان» و مجله ارمنی «زنبور» را تشکیل داد. در لندن وی با آلکساندر هرتسن، نیکلای اوگارف، میخائیل باکونین و ان.ام. سرنو سولوویویچ دوستان صمیمی بودند. در جزوه‌ای تحت عنوان «دو خط» (۱۸۶۱ میلادی) عقیده سیاسی خویش را اعلام نمود.
در مهم‌ترین اثر روزنامه‌نگاریش، «کشاورزی به عنوان شیوه صحیح»، به صورت شدید اصلاح دهقانی سال ۱۸۶۱ میلادی را نقد نموده‌است. با وجود اینکه او آن را مواضع سوسیالیسم جامعه به محض بازگشت به روسیه، به خاطر فعالیت‌های پرشورش که منجر به دستگیری و زندانی شدنش در ژوئیه ۱۸۶۲ میلادی در سن پطرزبورگ شد. بمانند خاچاطور آبوویان بخاطر معرفی زبان ادبی ارمنی جدید «آشخارابار» به‌جای زبان سنتی «گرابار» از سوی روحانیون و مرتجعین طرد شد. سرانجام در سال ۱۸۶۵ به کامیشین تبعید شد وی پس از شکنجه‌های بسیار بر اثر بیماری ریه در سال ۱۸۶۶ میلادی در سن ۳۶ سالگی در زندان شهر «کامیشین ایالت ساراتوف» زندگی را در تبعید بدرود گفت. وی در «کلیسای صلیب مقدس» شهر روستوف-نا-دونو به خاک سپرده شد.

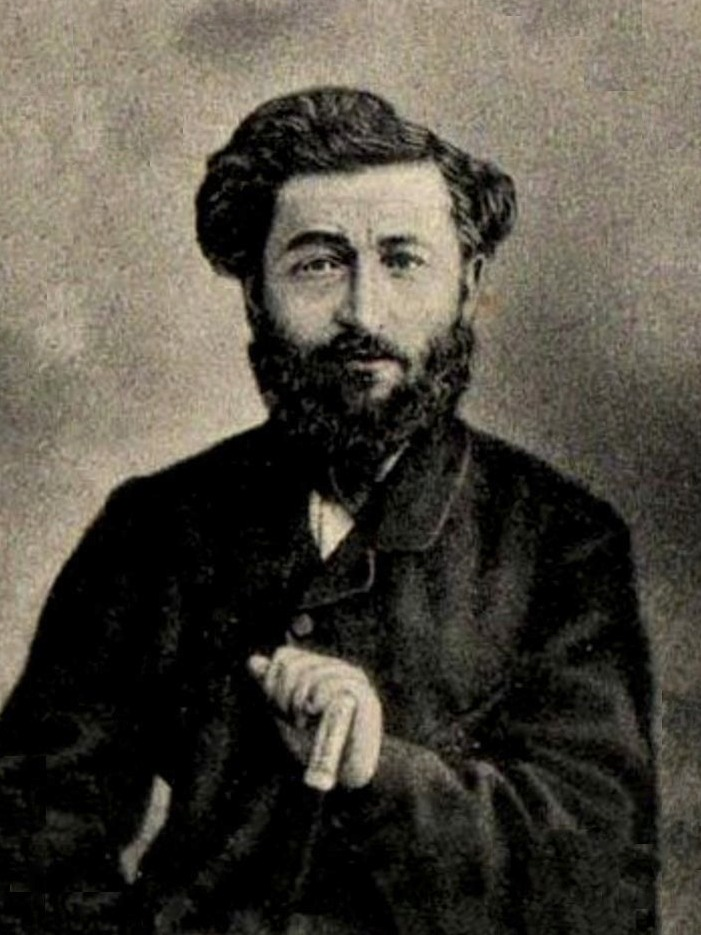
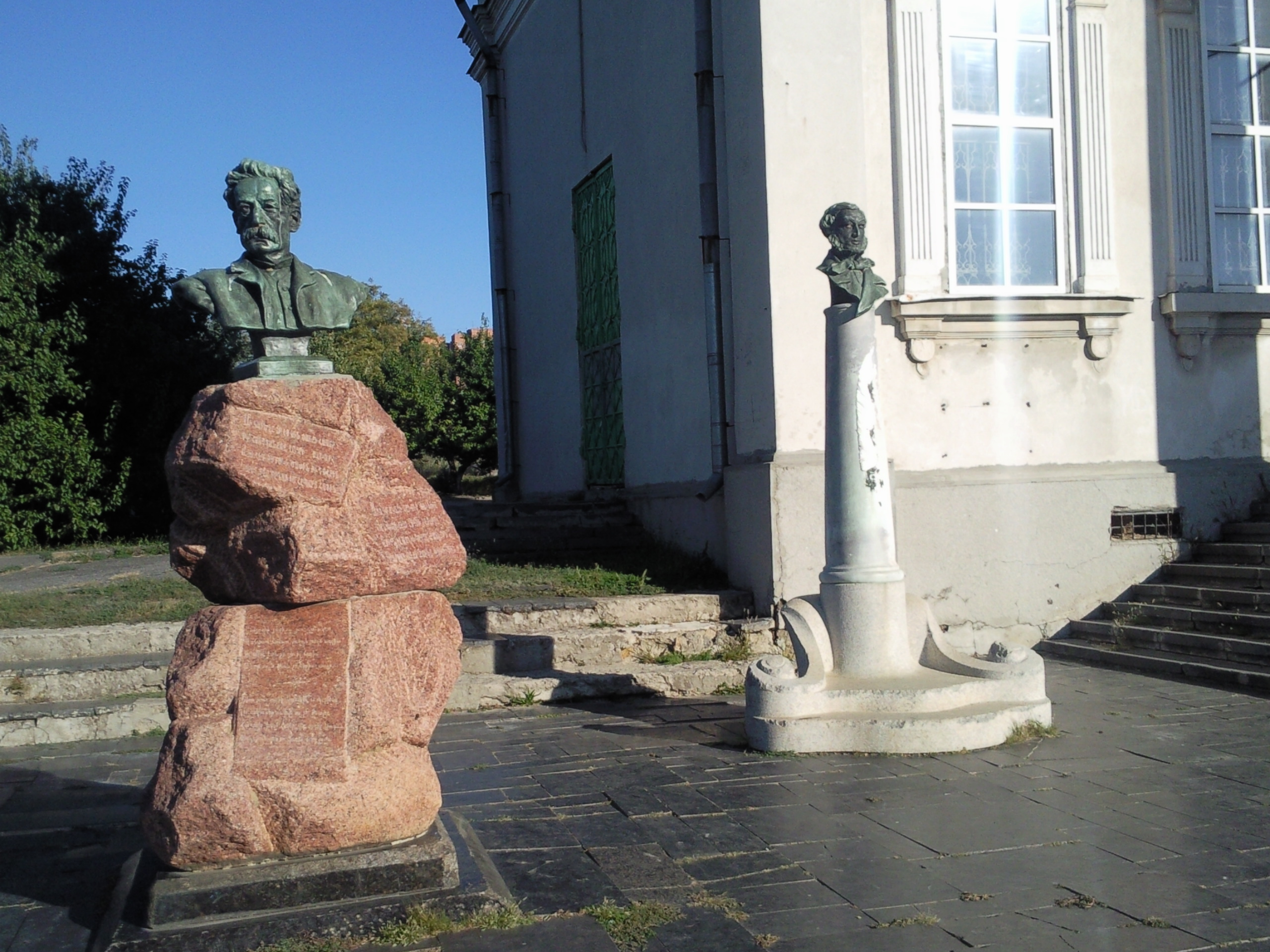
پاتکانیان و نالباندیان
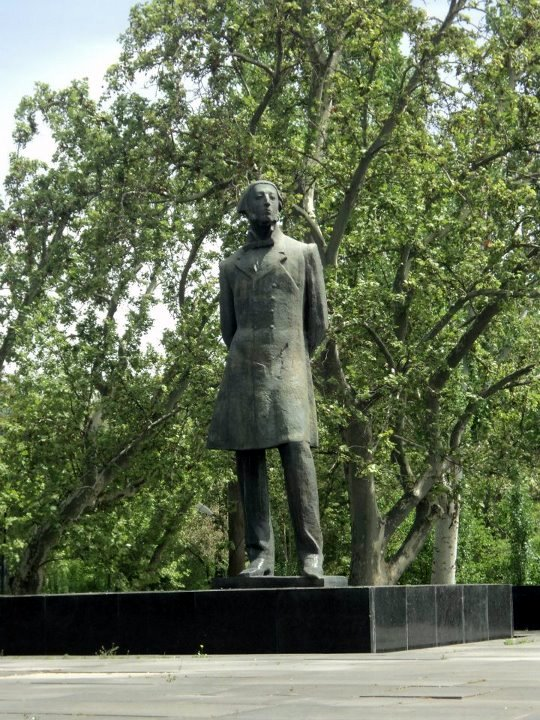
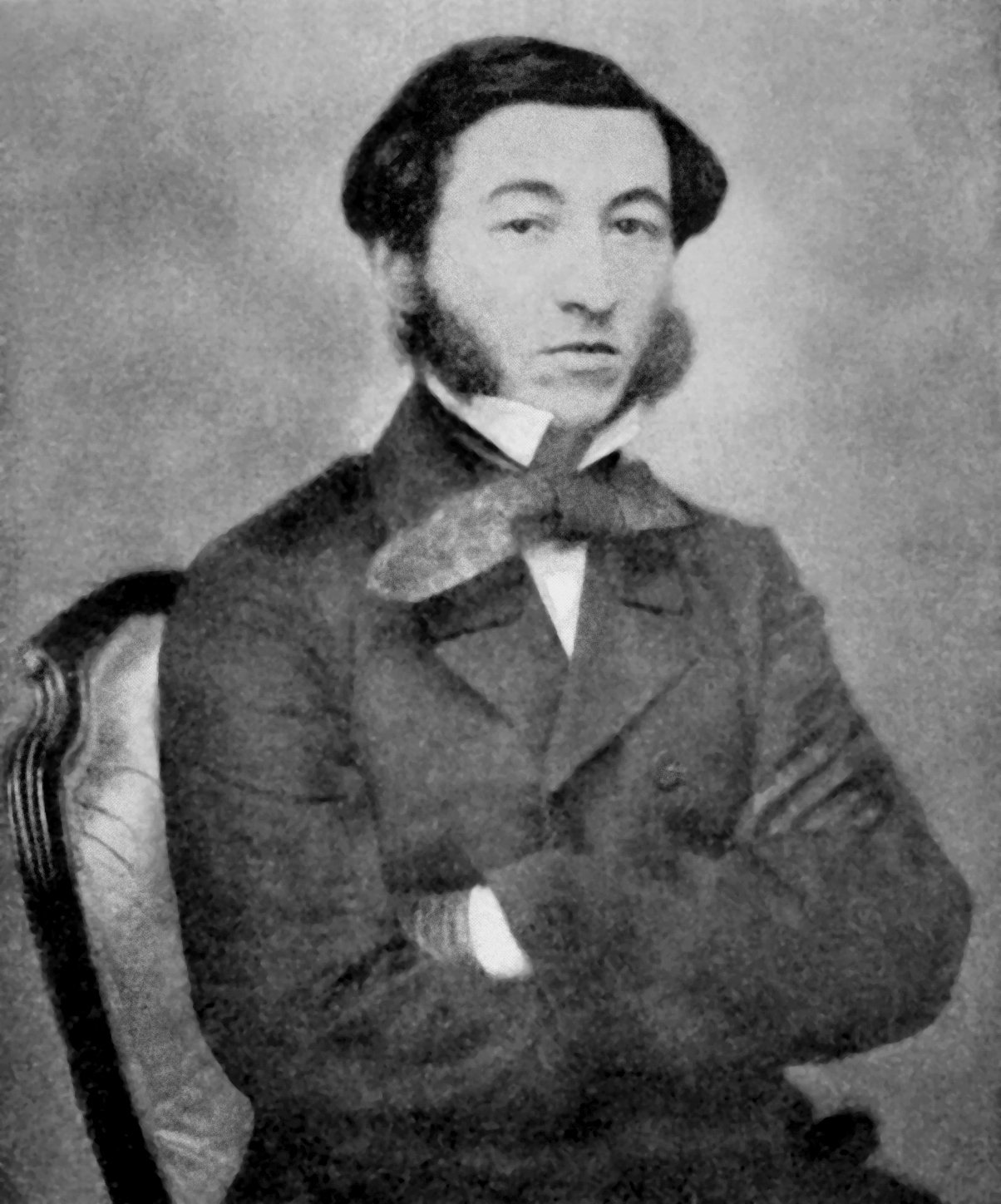
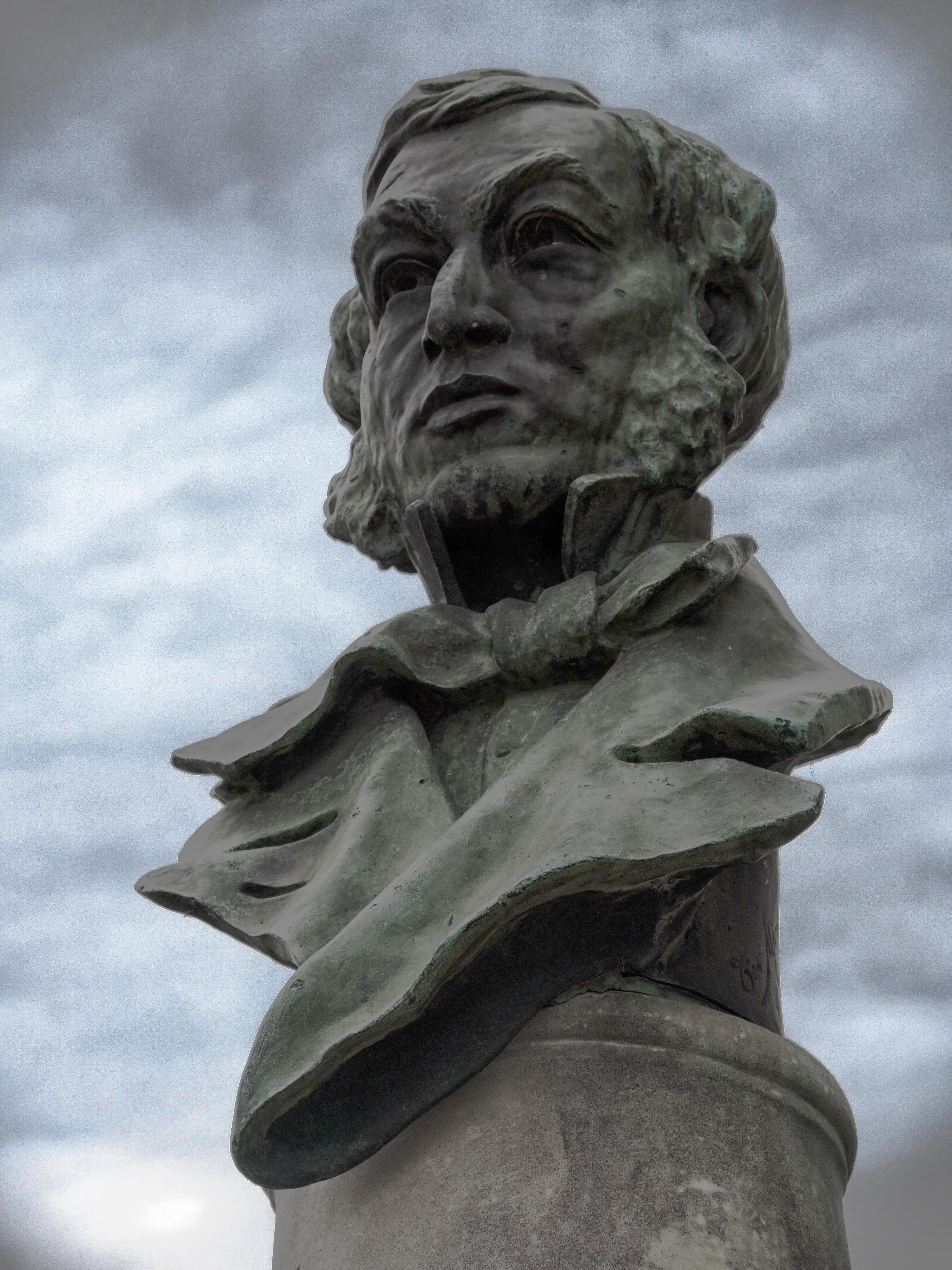

## کتابشناسی
- وطن ما Our Homeland
- Song of e Lilalian girl